# 아우슈비츠 (2018년 영화)
《아우슈비츠》(The Guard of Auschwitz)는 영국에서 제작된 2018년 드라마, 전쟁 영화이다.

## 출연

### 주연
- 루이스 커크 : 한스 역
- 클라우디아 그레이스 맥켈 : 헬레나 역
- 마이클 맥켈 클라우스 역
- 스티븐 복서 : 프란츠 역

### 조연
- 놀린 코미스키 : 앙엘 역